# Райсес-Лендінг (Пенсільванія)
Райсес-Лендінг (англ. Rices Landing) — місто (англ. borough) в США, в окрузі Грін штату Пенсільванія. Населення — 425 осіб (2020).

## Географія
Райсес-Лендінг розташований за координатами 39°56′42″ пн. ш. 79°59′53″ зх. д. / 39.94500° пн. ш. 79.99806° зх. д. (39.944873, -79.998075).  За даними Бюро перепису населення США в 2010 році місто мало площу 2,36 км², з яких 2,06 км² — суходіл та 0,30 км² — водойми.

## Демографія
Згідно з переписом 2010 року, у селищі мешкали 463 особи в 178 домогосподарствах у складі 131 родини. Густота населення становила 196 осіб/км².  Було 195 помешкань (83/км²).
Расовий склад населення:
| - 97,6 % — білих - 1,3 % — чорних або афроамериканців - 0,2 % — корінних американців |

До двох чи більше рас належало 0,9 %. Частка іспаномовних становила 0,9 % від усіх жителів.
За віковим діапазоном населення розподілялося таким чином: 23,3 % — особи молодші 18 років, 57,5 % — особи у віці 18—64 років, 19,2 % — особи у віці 65 років та старші. Медіана віку мешканця становила 45,7 року. На 100 осіб жіночої статі у селищі припадало 95,4 чоловіків;  на 100 жінок у віці від 18 років та старших — 99,4 чоловіків також старших 18 років.
Середній дохід на одне домашнє господарство  становив 51 559 доларів США (медіана — 41 875), а середній дохід на одну сім'ю — 58 400 доларів (медіана — 46 964). Медіана доходів становила 41 442 долари для чоловіків та 33 250 доларів для жінок. За межею бідності перебувало 9,4 % осіб, у тому числі 17,3 % дітей у віці до 18 років та 1,1 % осіб у віці 65 років та старших.
Цивільне працевлаштоване населення становило 174 особи. Основні галузі зайнятості: освіта, охорона здоров'я та соціальна допомога — 21,8 %, роздрібна торгівля — 12,6 %, виробництво — 11,5 %.